# Luján
Luján è una città dell'Argentina, nella provincia di Buenos Aires, capoluogo dell'omonimo partido. La città, popolare meta turistica, è nota soprattutto come La Capital de la Fe ("la capitale della fede"), in quanto sede del culto della Vergine di Luján, santa patrona dell'Argentina.

## Geografia
Luján sorge a 68 km a nord-ovest di Buenos Aires, lungo le sponde del fiume omonimo.

## Storia
Il 15 giugno 1536 il capitano spagnolo Pedro de Luxán morì in un combattimento contro i nativi presso il fiume che da allora porta il suo nome. Nel 1630 un carro diretto a Santiago del Estero si arrestò misteriosamente a cinque leghe dall'attuale città. I birocciai tolsero quindi dal carico una piccola cassa con un'effigie in argilla dell'Immacolata Concezione e gli animali ripreso improvvisamente il cammino. Il fatto fu interpretato come miracoloso e così l'immagine della Madonna fu lasciata nel luogo dov'era avvenuto il prodigio. Nel 1671 Ana de Matos, una proprietaria terriera rimasta vedova ottenne la cessione della statua della Vergine e la collocò in un'apposita cappella situata all'interno dei suoi appezzamenti, sulle sponde del fiume Luján.
Nel 1755 il sindaco ordinario di Buenos Aires chiede al governatore spagnolo José de Andonaegui e al re Ferdinando VI di Spagna di concedere a Luján il titolo di città e la possibilità di dotarsi di un proprio cabildo. La richiesta fu subito accolta da Andonaegui che il 17 ottobre dello stesso anno ribattezzò il villaggio Villa de Nuestra Señora de Luján. Tre anni dopo fu ufficialmente istituito con bolla regia il cabildo di Luján.
Nel 1864 Luján fu raggiunta dalla ferrovia Sarmiento proveniente da Buenos Aires.

## Monumenti e luoghi d'interesse
- Basilica di Luján. La città è nota soprattutto per la sua basilica neogotica, edificata in onore della Vergine di Luján, la santa Vergine patrona dell'Argentina. Ogni anno, più di sei milioni di persone compiono pellegrinaggi alla Basilica, molti dei quali recandovisi a piedi direttamente da Buenos Aires.
- Castello Naveira, realizzato nel 1841 in stile neogotico.

## Cultura

### Musei
Luján è la sede di due musei:
- Complesso Museografico Enrique Udaondo. Ospita mostre sulla vita dell'epoca coloniale, nella casa del Viceré, un tempo cabildo della città: sono esposti pezzi d'artigianato, uniformi ed argenteria; un'area sul trasporto, con numerosi veicoli antichi, compreso il Plus Ultra, primo idrovolante che attraversò l'Oceano dalla Spagna all'Argentina , La Porteña, la prima locomotiva a vapore argentina e la papamobile usata dal papa. Sono in mostra anche le celle in cui furono imprigionati il Colonnello William Carr Beresford, comandante dell'esercito britannico che invase il paese nel 1806, e il generale Cornelio Saavedra, presidente del primo governo nazionale nel 1810. [2]
- Museo Florentino Ameghino

### Istruzione

#### Università
La città è sede dell'Università Nazionale di Luján, fondata nel 1972.

## Infrastrutture e trasporti

### Strade
Luján è attraversata dalla strada nazionale 7 che da Buenos Aires giunge sino alla frontiera cilena presso il Paso Internacional Los Libertadores. Dalla città diparte anche la strada nazionale 5 che termina il suo percorso a Santa Rosa, capitale della provincia di La Pampa.

### Ferrovie
Luján è dotata di due stazioni, Luján e Università di Luján, lungo la ferrovia Moreno-Mercedes della linea Sarmiento.

## Sport
La principale società calcistica cittadina è il Club Luján.

## Galleria d'immagini
| - Complesso museografico Enrique Udaondo - Il Plus Ultra esposto al museo - Interno della Basilica - Río Luján |